# Shimotsuma
Shimotsuma (japanska: 下妻市?, Shimotsuma-shi) är en stad i Ibaraki prefektur i Japan. Staden fick stadsrättigheter 1954.